# Raklica
Raklica ( Раклица) – wieś w Bułgarii, w obwodzie Burgas, w gminie Karnobat. W 2023 roku liczyła 96 mieszkańców.